# Ютросін (гміна)
Гміна Ютросін (пол. Gmina Jutrosin) — місько-сільська гміна у північно-західній Польщі. Належить до Равицького повіту Великопольського воєводства.
Станом на 31 грудня 2011 у гміні проживало 7099 осіб.

## Територія
Згідно з даними за 2007 рік площа гміни становила 114.93 км², у тому числі:
- орні землі: 78.00%
- ліси: 15.00%

Таким чином, площа гміни становить 20.77% площі повіту.

## Населення
Станом на 31 грудня 2011:
| Опис     | Загалом | Загалом | Чоловіки | Чоловіки | Жінки | Жінки |
| -------- | ------- | ------- | -------- | -------- | ----- | ----- |
| одиниця  | осіб    | %       | осіб     | %        | осіб  | %     |
| все      | 7099    | 100     | 3580     | 50.43    | 3519  | 49.57 |
| міське   | 1910    | 100     | 920      | 48.17    | 990   | 51.83 |
| сільське | 5189    | 100     | 2660     | 51.26    | 2529  | 48.74 |

## Сусідні гміни
Гміна Ютросін межує з такими гмінами: Здуни, Кобилін, Мейська Ґурка, Мілич, Пакослав, Пемпово, Цешкув.